# Taurotagus vestitus
Taurotagus vestitus är en skalbaggsart som beskrevs av Jordan 1894. Taurotagus vestitus ingår i släktet Taurotagus och familjen långhorningar.
Artens utbredningsområde är Sierra Leone. Inga underarter finns listade i Catalogue of Life.